# Яковлев, Пётр Дмитриевич
Пётр Дмитриевич Яковлев (род. 10 декабря 2000, Санкт-Петербург) — российский хоккеист, нападающий.

## Биография
Воспитанник петербургского хоккея. Занимался в школах СКА-«Петергоф» (2003—2011), «Локомотив» (2011—2013), «Газпромбанк» (2013—2015), СКА-«Газпромбанк» (2015—2016, все — Колпино), «СКА-Серебряные львы» (2017-2018). В сезоне 2017/18 выступал за команду «СКА-Серебряные львы» в МХЛ. Следующие три сезона провёл в команде МХЛ МХК «Динамо» СПб.
1 декабря 2021 года был обменян на денежную компенсацию в «Динамо» Москва и подписал двусторонний двухлетний контракт. Стал играть за «Динамо» СПб в ВХЛ. В сезоне 2021/22 провёл за московское «Динамо» пять матчей в чемпионате КХЛ и четыре — в плей-офф. 23 мая 2023 продлил двусторонний контракт на два года.

## Ссылка
- r-hockey.ru